# Lissma
För småorten, se Kvarntorp, Huddinge kommun.

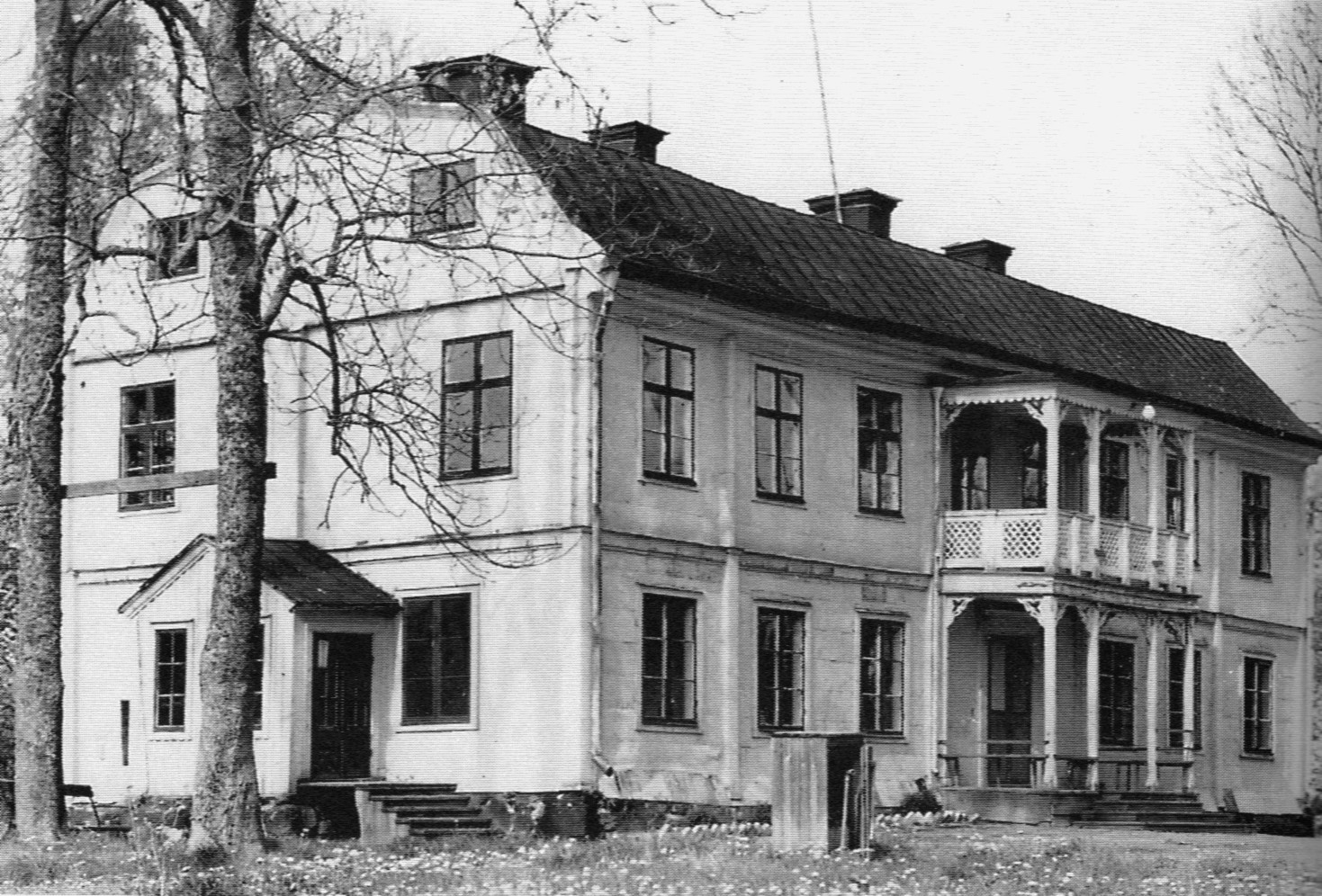
Lissma gård huvudbyggnad på 1950-talet

Lissma (äldre stavning Lisma) är en by och gård i kommundelen Sjödalen-Fullersta i sydöstra delen av Huddinge socken och Huddinge kommun.

## Historia

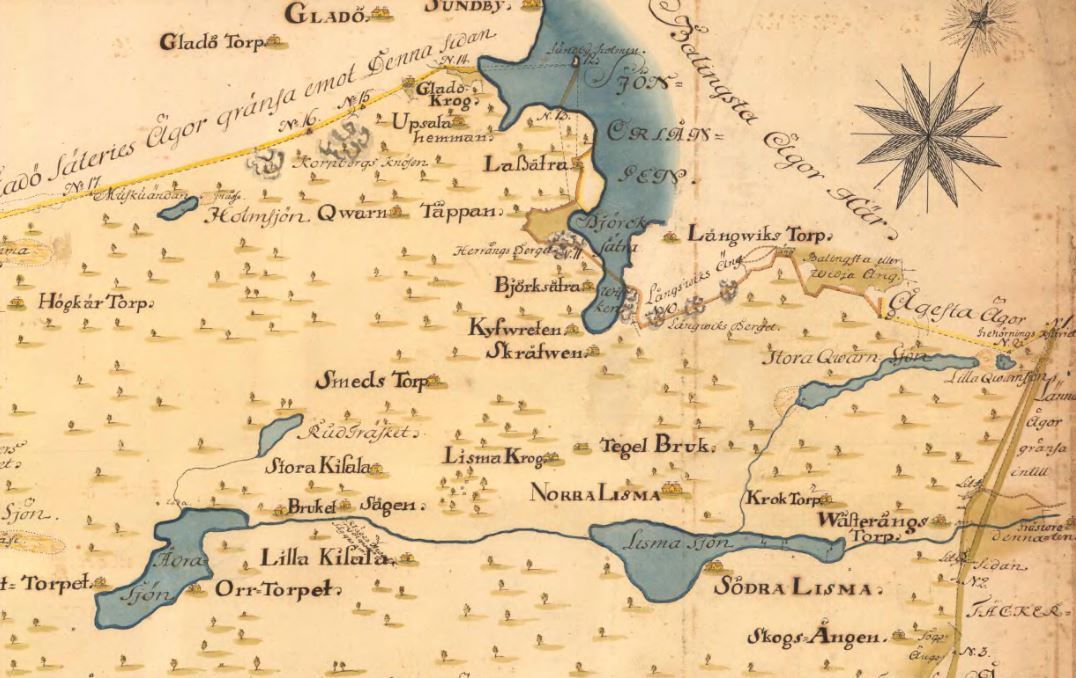
Lissmagårdarna på en karta från 1750.

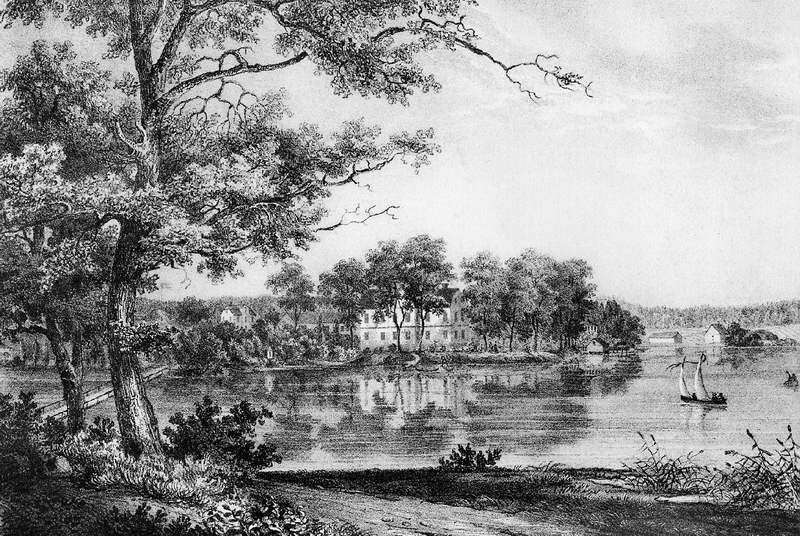
Lissma gårds huvudbyggnad, litografi av O.J. Hagelstam, 1830-tal.

Bynamnet Lyssma är känt sedan 1462. Namnet är svårtolkat och kan betyda "det upplysta läget". Namnet återkommer även i Lisma säteri som låg vid Lissmasjöns södra strand. I området finns flera fornminnen som påvisar att byn existerade redan på yngre järnåldern. Folkmängden var 76 invånare (2005) och arean 35 hektar.
I 1535 års jordebok bestod Lisma av två skattegårdar och på en karta från 1636 syns Norre Lijsma och Södre Lijsma på ömse sidor av Lissmasjön. Vid 1600-talets slut ägdes båda gårdar av biskopen i Västerås, Karl Karlsson (Ceterström), då bildades säteriet Lisma. Under hela 1700-talet och in på 1800-talet låg Björksättra som torp under Lisma säteri. 
År 1823 såldes Lissma av kung Karl XIV Johan till Otto Julius Hagelstam, överstelöjtnant i arméns flotta, kartograf och kanalbyggare.  Hagelstam hade stora planer på att låta bygga en kanal som skulle sammankoppla sjöarna på Södertörn med Årstaviken. Kanalprojektet lades ner 1832. År 1845 sålde Hagelstam Lissma. 1916 styckades egendomen till småbruk. 

### Gårdens vidare öden

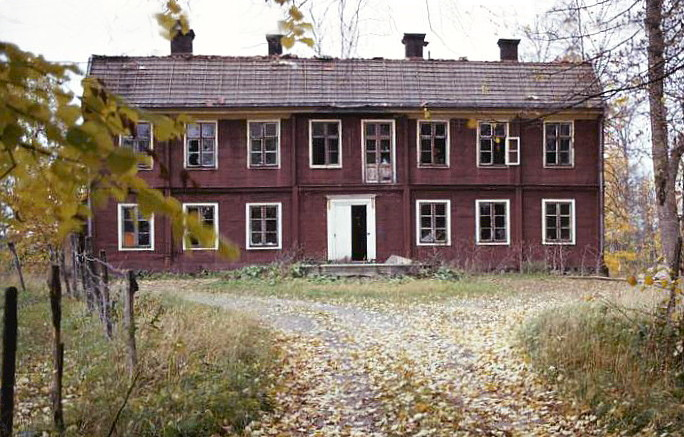
Lissma gård under förfall, 1960-tal.

Under andra världskriget var Lissma ett av Sveriges läger för sovjetiska soldater som flytt ur tysk fångenskap under kriget. Lägret i Lissma, eller Slottet som det kallades i folkmun, var ett transitläger bestående av den gamla huvudbyggnaden och några baracker som ställdes intill. Här placerades flyktingarna tillfälligt innan de transporterades vidare till ett av landets sex uppsamlingslägren. Därifrån skickades soldaterna tillbaks till Sovjetunionen där de inte alltid var välkomna utan betraktades som desertörer.
År 1951 förvärvade Stockholms stad ett område av Lissma, de så kallade Lissmafastigheterna, för fritidsändamål till en kostnad av 1 043 855 kronor. Den ursprungligen ljusputsade huvudbyggnaden var då plåtklädd. Den förföll och brändes slutligen ner 1970 av brandförsvaret. Idag finns av den gamla gården bara rester av park- och trädgårdsanläggningar vid Lissmasjön. Ekonomibyggnaderna och en del bostadshus ligger söder om Lissmavägen och där bedrivs jordbruk. Torpet Paradiset ingick i Lissmafastigheterna och blev ursprunget till Paradisets naturreservat.

## Torp och kvarn

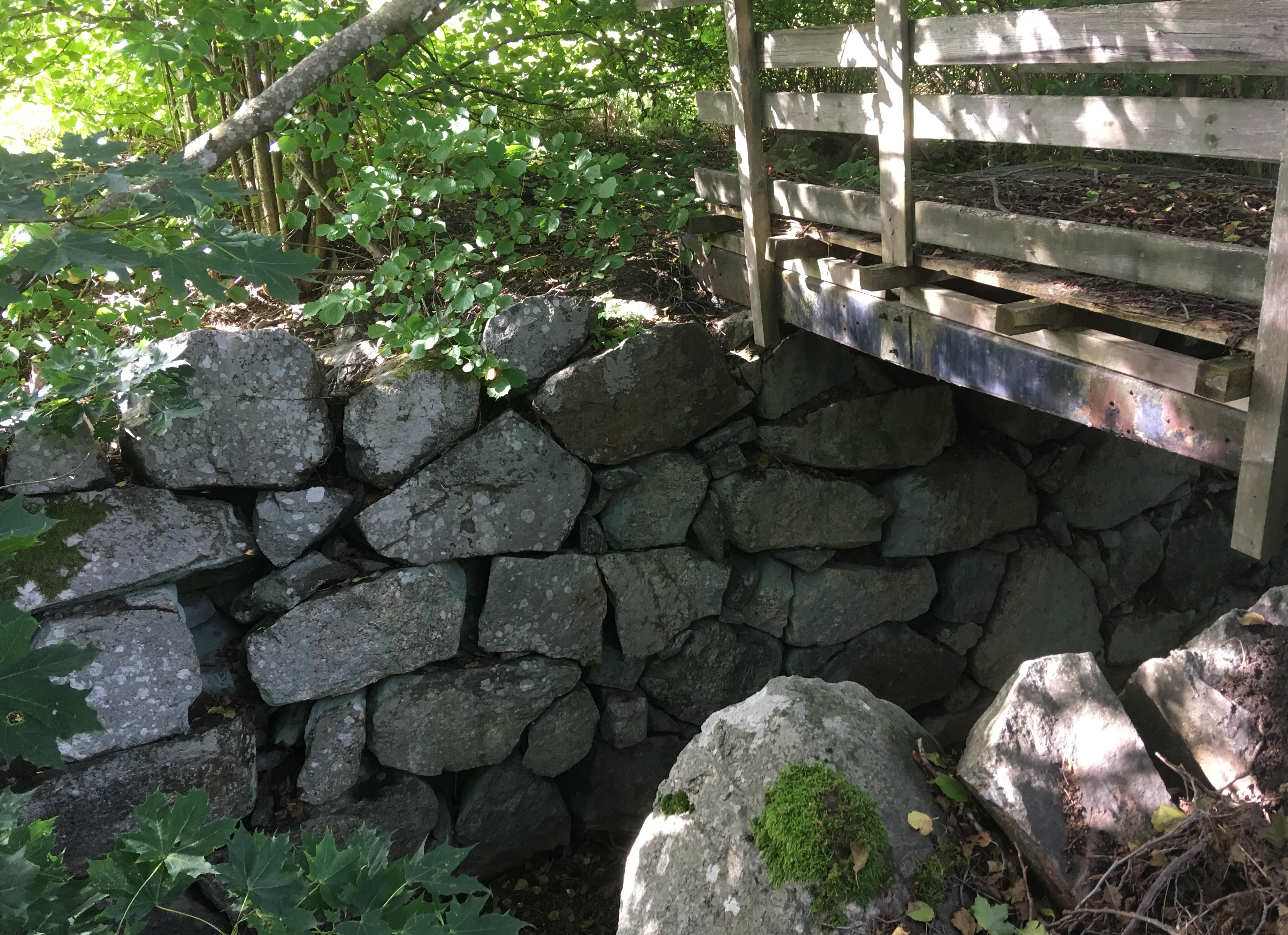
Lämningar efter Lissma kvarn.

Strax söder om den före detta huvudbyggnaden återfinns torpet Sumpen som var arbetarbostad. Bland Lissma gårds många torp fanns även Paradiset som gav Paradisets naturreservat sitt namn. Paradiset finns upptaget i husförhörslängden första gången 1829.  År 1920 avstyckades Paradiset som självständigt småbruk och övertogs av Knut Otto Waxin (född 1885 på Paradiset). 1953 öppnades torpet som rast- och övernattningsstuga i Paradisets naturreservat.
Norr om Lissmasjön ligger Lissma kvarn med Kvarntorpet som finns i husförhörslängderna från 1801. Vattenkraften kom från Kvarnsjön i norr. Kvarnen var en husbehovskvarn för gården och gårdens torp. Den siste mjölnaren hette Jakob Ekman (född 1798). År 1840 lades kvarnen och marken under herrgården. Därefter drevs rörelsen av en arrendator. Efter kvarnen återstår låga väggar av tuktade gråstensblock på ömse sidor om bäckfåran. Över dessa går en gammal körbro av trä (RAÄ-nummer Huddinge 203:1). Idag finns här Lissma Kvarntorp ett bostadsområde som består av fritidshus och permanentboende.

## Natur
Lissma gård hade också stora markområden omkring gården, som till del uppköptes av Stockholms stad 1951. Där finns idag några större friluftsområden som Paradisets naturreservat söderut och Lännaskogens naturreservat med Kvarnsjön i norr. Lissmasjön strax norr om byn är en vasskantad fågelsjö med ett fågeltorn uppsatt i dess östra strand.

## Bilder

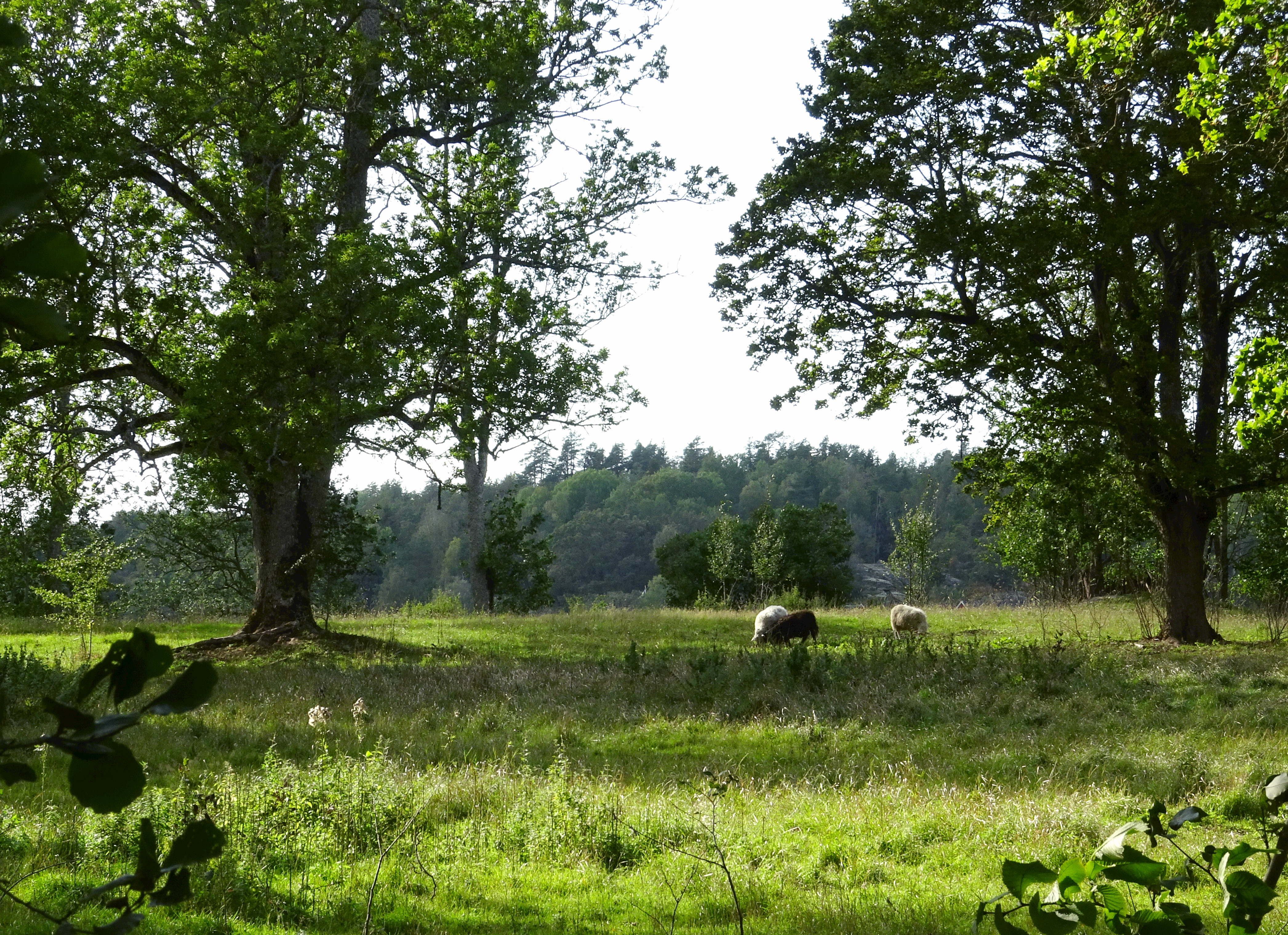
Lissma gårds gamla tomt
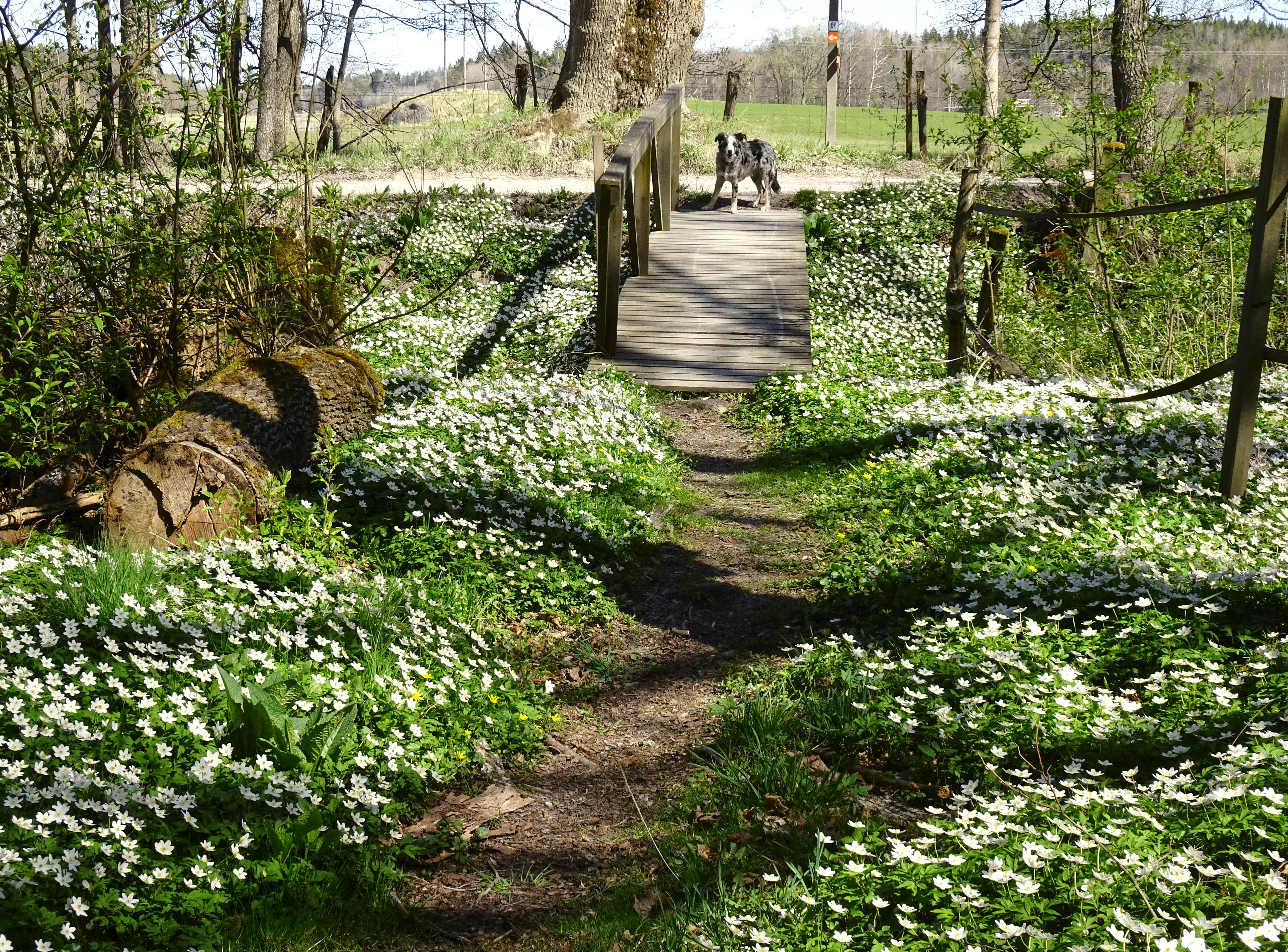
Rester efter gårdens parkanläggning
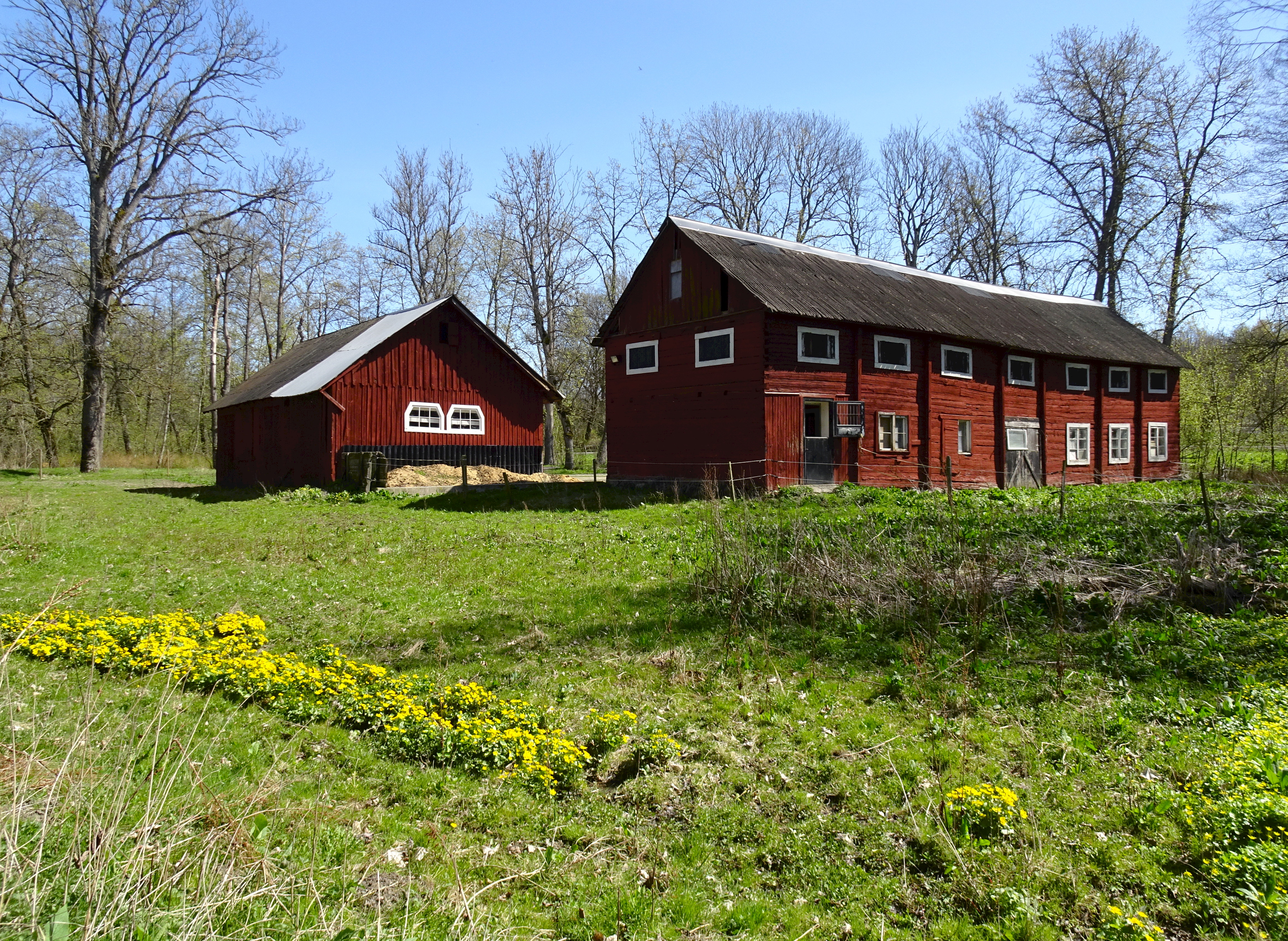
Gårdens bevarade ekonomibyggnader
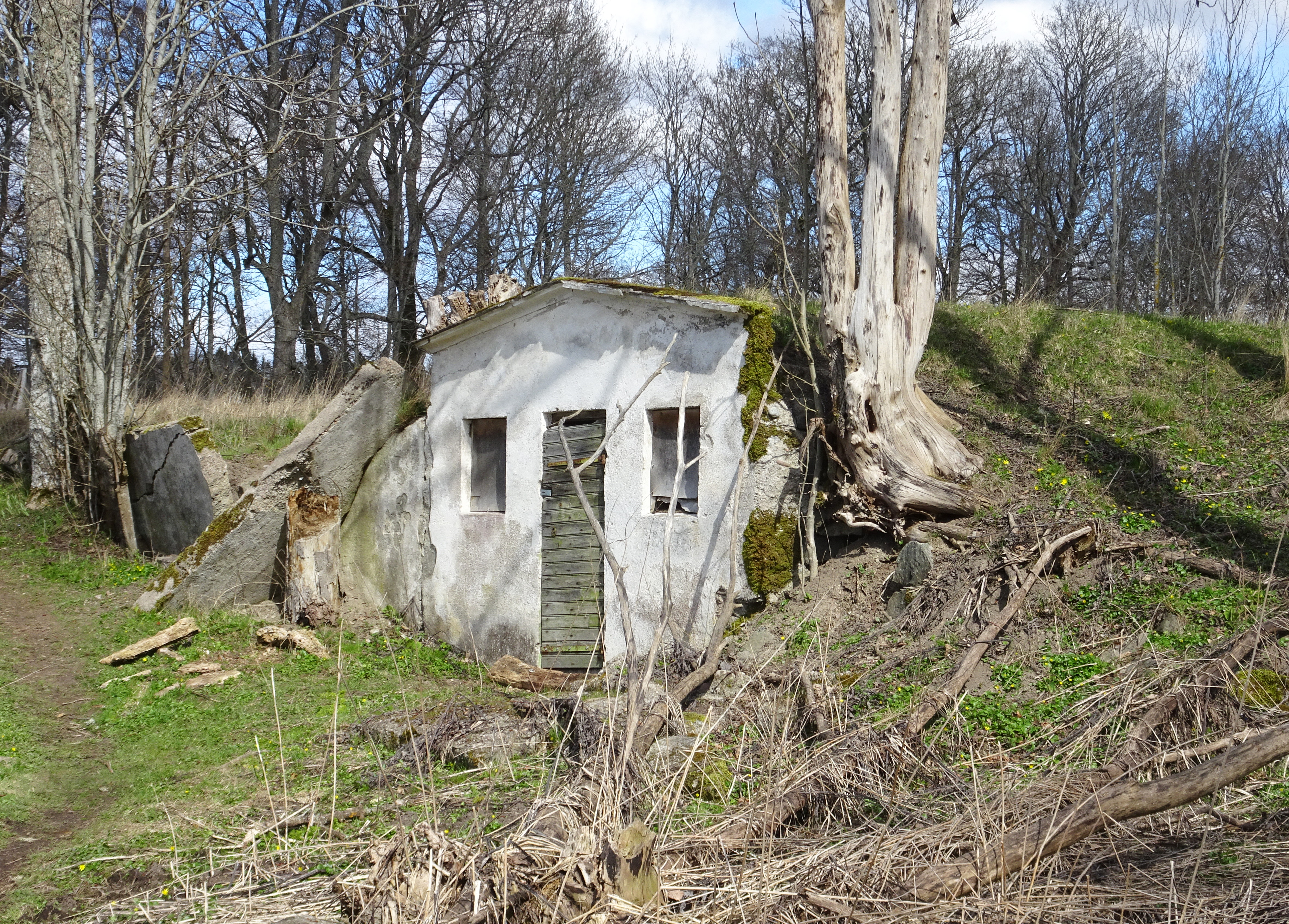
Gårdens jordkällare

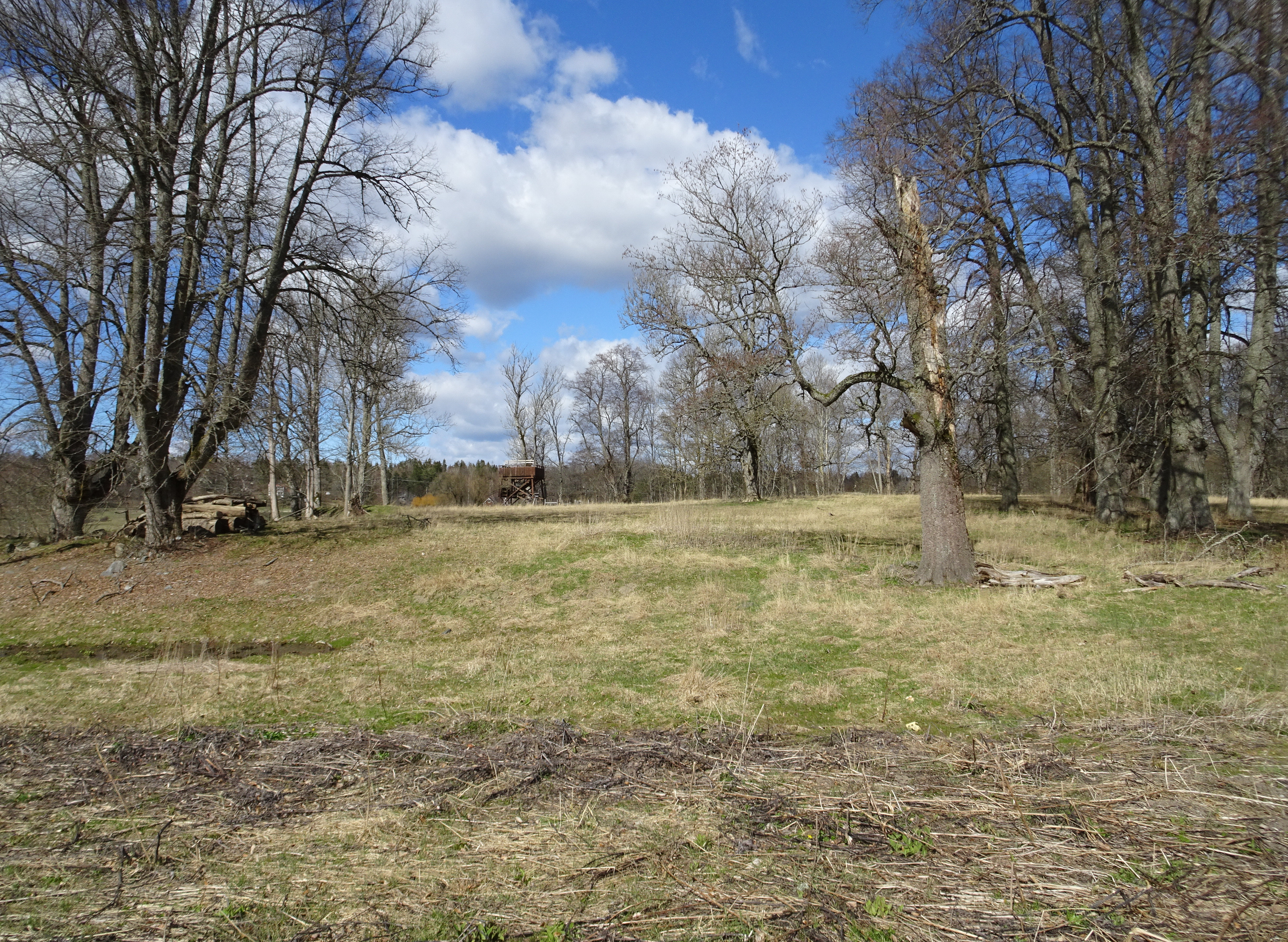
Lissma gårds gamla tomt
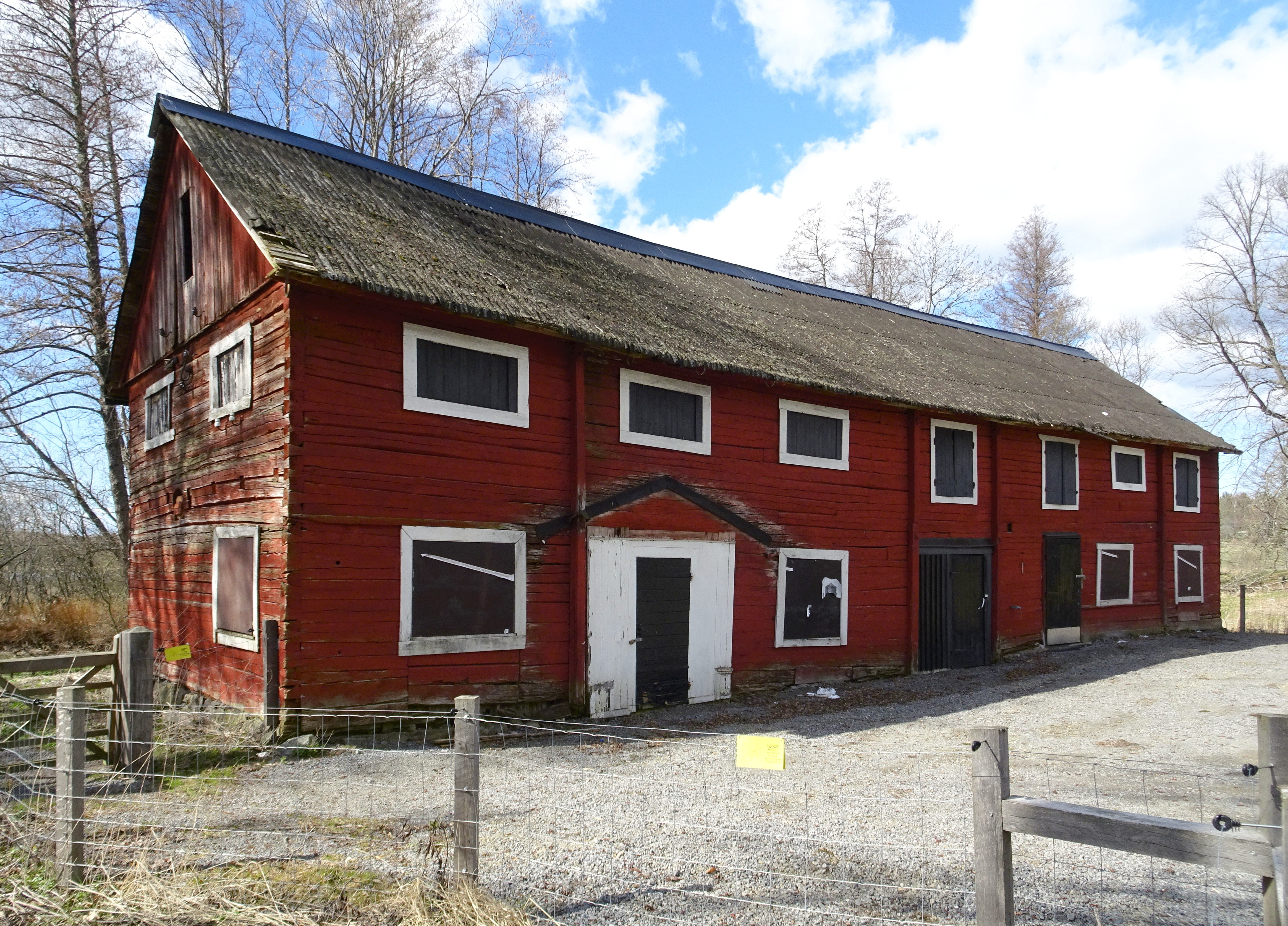
Gårdens lada
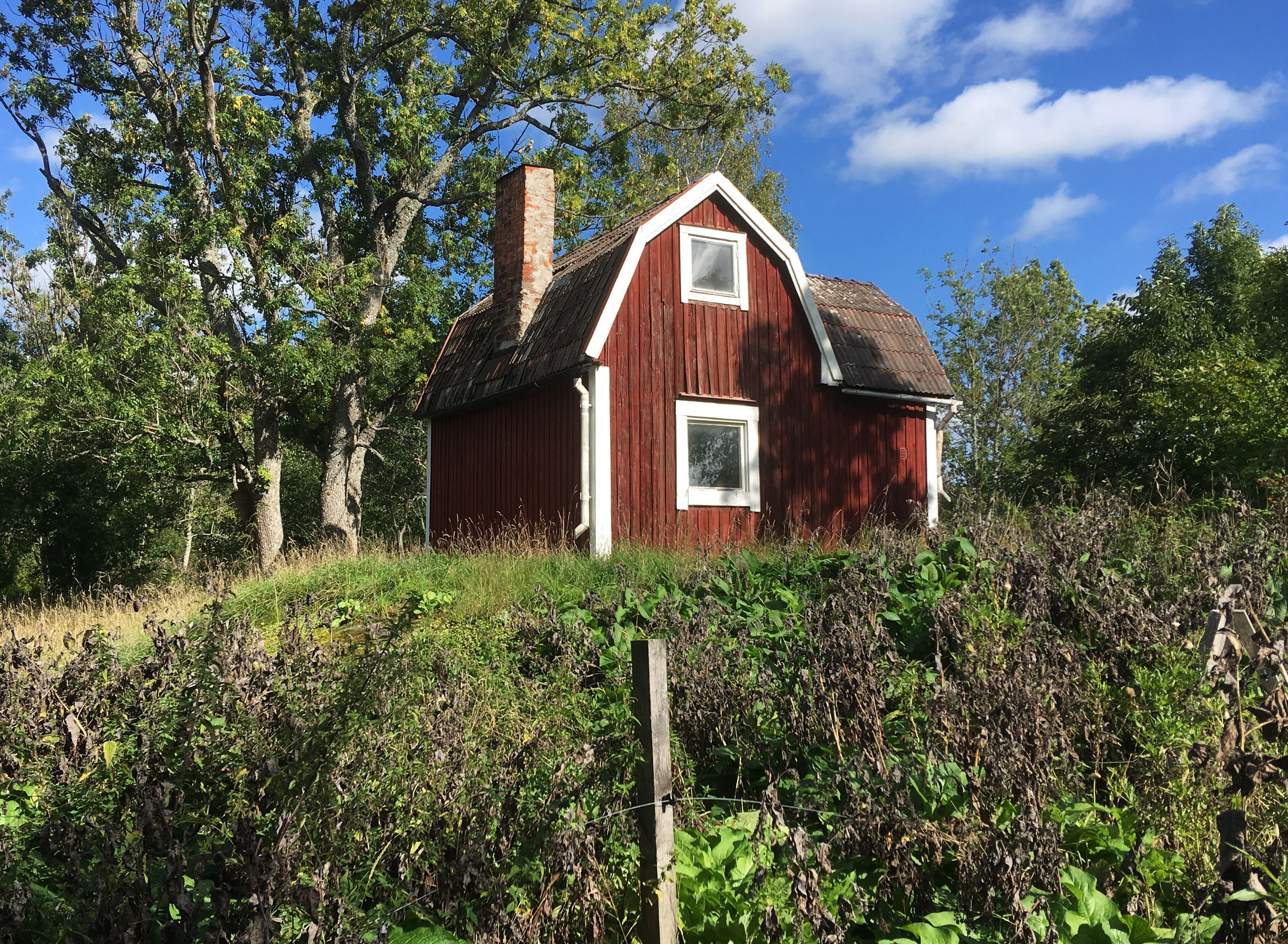
Torpet Sumpen
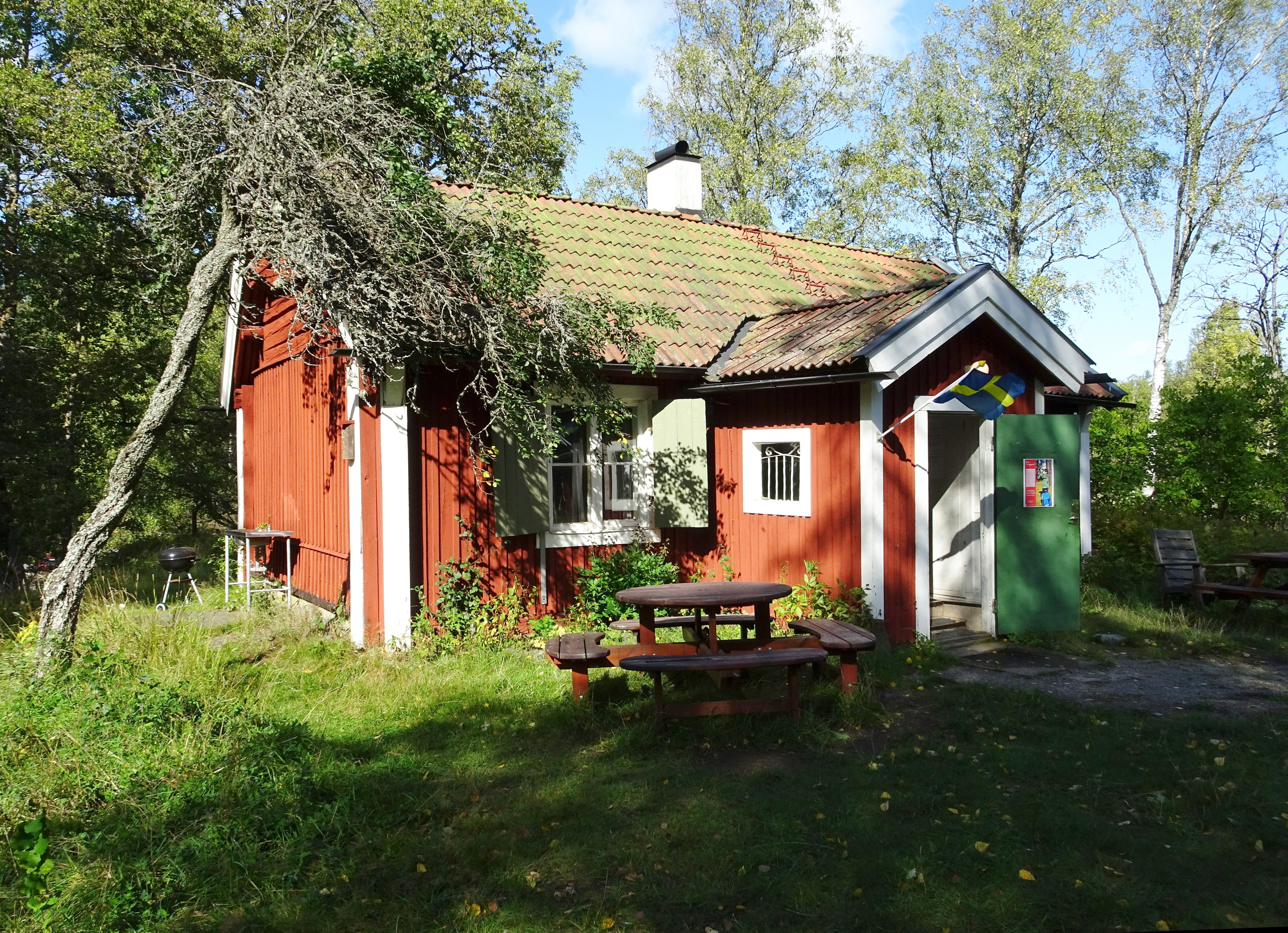
Torpet Paradiset